# Wayne (Michigan)
Wayne – miasto w Stanach Zjednoczonych, w stanie Michigan, w hrabstwie Wayne.